# Péronne, Somme
Péronne är en kommun i departementet Somme i regionen Hauts-de-France i norra Frankrike. Kommunen ligger i kantonen Péronne som tillhör arrondissementet Péronne. År 2022 hade Péronne 7 139 invånare.

## Befolkningsutveckling
Antalet invånare i kommunen Péronne
| Referens: INSEE |